# I padri lontani
I padri lontani è un romanzo autobiografico di Marina Jarre pubblicato per la prima volta da Giulio Einaudi Editore nel 1987. Esso è formato da tre capitoli principali, Il cerchio di luce, La pietà e l'ira, Come donna, che trattano rispettivamente l'infanzia, la giovinezza e gli anni della maturità dell'autrice.

## Trama

### Il cerchio di luce
Nata a Riga nel 1925, l'autrice narra le impressioni della propria vita da bambina fino all'età di dieci anni, quando la madre, valdese italiana, Clara Coïsson, decise di separarsi dal marito Samuel Gersoni, ebreo lettone, e portare con sé le figlie in italia.

### La pietà e l'ira
Di origini valdesi, la madre affida le proprie figlie alle cure della nonna dell'autrice, che abitava a Torre Pellice, centro principale della comunità valdese in Piemonte. Qui Marina passerà gli anni della giovinezza, fino a quando, finita la Seconda guerra mondiale si trasferirà a Torino. 

### Come donna
Al termine della guerra Marina, trasferitasi per lavoro a Torino, si sposa con Giovanni Jarre nel 1949. La coppia ha quattro figli nel corso degli anni. L'autrice insegna nelle scuole fuori città ed è molto occupata dalla gestione della casa e l'allevamento dei figli. A questi ultimi, si aggiungeranno le cure della madre ormai anziana, la quale continua però la sua attività di traduttrice dal tedesco e dal russo.